# Lamarkizam
Lamarkizam (ili Lamarckovo nasljeđivanje) naziv je za jednu od teorija evolucije koju je zastupao Jean-Baptiste Lamarck. U svome djelu Zoološka filozofija iz 1809., Lamarck je iznio hipotezu po kojoj su sve vrste promjenjive, tako da se živi svijet u cjelini mijenjao, od jednostavnih ka složenim oblicima. Prema tome savršeniji oblici života su evolucijom nastali od jednostavnijih.
Kada je Charles Darwin objavio svoju teoriju evolucije prirodnom selekcijom u O podrijetlu vrsta, nastavio je davati povjerenje u ono što je nazivao »nasljeđivanjem uporabe i neuporabe«, no odbacio je ostale aspekte Lamarckovih teorija. Poslije je Mendelova genetika nadomjestila zamisao nasljeđivanja stečenih crta što je naposljetku dovelo do razvoja moderne evolucijske sinteze i općeg napuštanja lamarkističke teorije evolucije u biologiji. Unatoč tomu napuštanju zanimanje za lamarkizam se nastavilo (2009.) kada su istraživanja na polju epigenetike rasvijetlila moguće nasljeđivanje bihevioralnih crta koje je stekla prethodna generacija.

## Poveznice
- Jean-Baptiste Lamarck
- darvinizam
- epigenetika
- evolucija

### Članci
- Kešina, Ivan. 2007. Je li lamarkizam još živ. Crkva u svijetu. Sveučilište u Splitu - Katolički bogoslovni fakultet. Split. 42 (4): 690–710